# Frederick Soddy
Sir Frederick Soddy (Eastbourne, 2 settembre 1877 – Brighton, 22 settembre 1956) è stato un chimico e fisico britannico che diede contributi fondamentali ai primi studi sulla struttura atomica della materia.
In collaborazione con Ernest Rutherford, tra il 1900 e il 1903, dimostrò che la radioattività poteva essere compresa quale fenomeno di disintegrazione atomica. Introdusse per primo, nel 1913, l'ipotesi dell'esistenza di isotopi, ovvero di elementi chimici con medesimo numero atomico e stesse proprietà chimiche, ma peso atomico e massa differenti.
Soddy chiamò tali elementi isotopi poiché occupano lo stesso posto (in greco isos topos) nella tavola periodica definita da Dmitri Mendeleev.

## Biografia
Soddy nacque ad Eastbourne, in Inghilterra, da Benjamin Soddy e Hannah Green. Studiò presso l'Eastbourne College, proseguendo poi presso l'Università di Aberystwyth e il Merton College di Oxford, dove si laureò in chimica nel 1898. Tra il 1989 e il 1900 lavorò come ricercatore presso l'Università di Oxford.
Nel 1900 si trasferì presso la McGill University di Montreal dove lavorò al fianco di Ernest Rutherford, fino al 1902, nello studio dei fenomeni di radioattività. Tornato in patria nel 1903, trascorse un breve periodo presso lo University College di Londra. Fu docente presso l'Università di Glasgow tra il 1904 e il 1914, spostandosi in seguito presso l'Università di Aberdeen, dove svolse ricerca su temi di interesse per la prima guerra mondiale. Nel 1919 divenne professore di chimica presso l'Università di Oxford dove si occupò, fino al 1936, della gestione dei laboratori e dell'organizzazione didattica.
Sposò nel 1908 Winifred Moller Beildby, cui rimase legato fino alla morte di questa nel 1936, evento che indusse Soddy a scegliere il pensionamento.

## Studi scientifici
I primi importanti risultati scientifici furono ottenuti da Soddy tra il 1900 e il 1902 in collaborazione con Ernest Rutherford. Insieme furono in grado di mostrare che la radioattività, scoperta pochi anni prima, era un fenomeno di trasmutazione atomica con emissione di particelle. Continuò gli studi sulla radioattività prima in collaborazione con William Ramsay a Londra, nel 1903, e ancora tra il 1904 e il 1914 presso l'Università di Glasgow. In questo periodo ottenne i suoi più importanti risultati sugli isotopi e annunciò la sua legge di filiazione o di spostamento, che spiega in che modo un elemento radioattivo può trasformarsi in un altro elemento, di numero atomico minore o maggiore. Giunse infine nel 1913 alla formulazione della sua teoria degli isotopi, la cui esistenza fu provata sperimentalmente da Joseph John Thomson nello stesso anno. Lo spettrografo di massa, inventato fra il 1915 ed il 1925 da Francis William Aston, permise di farne un esteso censimento. Si accertò, in tal modo, che vi sono elementi (una ventina) con un solo isotopo, altri con più isotopi fino ad un massimo di 10 (lo stagno) e che dal polonio in poi tutti gli isotopi sono radioattivi.

## Altri interessi

### Storia ed Etica della Scienza
Soddy sviluppò fin dalla giovane età un interesse per una visione umanistica della scienza, studiandone l'evoluzione storica e analizzando le implicazioni sociali del progresso scientifico e tecnologico.
Durante gli anni universitari ad Oxford prese parte alle attività della Oxford University Junior Scientific Society come segretario per la chimica, sulla cui rivista scrisse un approfondito articolo sulla vita e sulle opere scientifiche di Viktor Meyer. Durante i primi mesi presso l'Università McGill tenne dei seminari sulla storia della chimica, ripercorrendola a partire dall'antico Egitto e passando per il periodo alchimistico, che vedeva all'epoca come una aberrazione condizionata da miti e superstizioni.
Profondamente colpito dai risultati ottenuti con Rutherford sulla trasmutazione naturale di elementi, Soddy rivide notevolmente questo suo precedente scetticismo sull'alchimia, interrogandosi sulle possibili implicazioni di uno sviluppo tecnologico che portasse l'uomo alla capacità di indurre artificialmente le trasmutazioni. Già nel 1903, con Rutherford, stimò la quantità di energia liberata nel decadimento radioattivo di un grammo di radio, giungendo alla conclusione che, a parità di massa, le reazioni atomiche erano in grado di produrre energia di molti ordini di grandezza superiori rispetto alle reazioni chimiche. Soddy, pur immaginando gli immensi benefici che l'umanità avrebbe potuto trarre dall'uso di questa energia, espresse negli anni seguenti profondi timori per gli altrettanto terribili pericoli derivanti dall'eventuale impiego in campo bellico. Nella prima edizione del suo libro The Interpretation of Radium, datata 1909, osservò che l'uranio era da considerarsi tra le più promettenti fonti da cui attingere energia atomica. Secondo la sua analisi, lo studio dei fenomeni atomici avrebbe improvvisamente dato un significato allegorico molto preciso a diversi racconti e figure mitologiche, portandolo a chiedersi se mitologia e alchimia non fossero che un'eco di avanzate conoscenze scientifiche tramandate da una antichissima civiltà estinta. Riflettendo sul mito della Pietra Filosofale, ad esempio, osservò che questo racchiudeva in sé due aspetti che nella sua interpretazione potevano essere contemporaneamente associati alle reazioni atomiche: la trasmutazione tra metalli e l'elisir di lunga vita, che egli vedeva come una figura allegorica per rappresentare una fonte inesauribile di energia. Scriveva:
Una civiltà, osservava Soddy, in grado di sfruttare l'energia atomica potrebbe trasformare deserti in terre fertili e l'intero pianeta in un giardino dell'Eden. Con la stessa facilità potrebbe però indurre catastrofi tali da distruggere in un attimo sé stessa lo stesso progresso scientifico, di cui non resterebbero che racconti tramandati sotto forma di miti. Nello stesso contesto si può forse rintracciare il germe delle idee di Soddy in campo economico. Una tecnologia in grado di produrre oro per disintegrazione da elementi più pesanti, osservava, produrrebbe al contempo energie tali da rendere l'oro ottenuto un risultato di secondaria importanza.
The Interpretation of Radium fu di ispirazione per H. G. Wells per la scrittura del suo romanzo La liberazione del mondo, romanzo che a sua volta influenzò in seguito le idee di Szilard e Rasetti riguardo agli studi sulla bomba atomica.

### Economia
Si hanno evidenze di un particolare interesse di Soddy per l'economia, e in particolare per i sistemi monetari, già nei primi anni di permanenza presso l'università di Oxford. Questo interesse lo portò a scrivere intensamente su questi temi a partire dal 1921. Nelle sue teorie, Soddy contestò aspramente il sistema monetario internazionale proponendo sistemi, a suo modo di vedere più sosteibili, basati su principi fisici e, in particolare, sulle leggi della termodinamica, osteggiato per queste teorie dai suoi contemporanei oggi rivalutato come precursore dell'economia ecologica. 
Nel 1934 formula la teoria che propone di eliminare la riserva frazionaria delle banche a favore di una riserva totale pari al 100% dei depositi detenuti dalle banche stesse, teoria che venne poi ripresa da Henry Simons e Irving Fisher per la riforma del sistema finanziario nel New Deal.

## Riconoscimenti
A lui è dedicato il minerale soddyite di formula UO2·2SiO4·2H2O.

## Onorificenze
Fu eletto Fellow della Royal Society nel 1910 e fu insignito del premio Cannizzaro a Roma nel 1913. Ottenne il Premio Nobel per la chimica nel 1921 e fu membro straniero delle Accademie delle Scienze Svedese, Italiana e Russa.

## Opere
- Matter and Energy (1911)
- The chemistry of the radio-elements (1917)
- The interpretation of the radium and the structure of atom (1920)
- Science and Life (1920)
- Cartesian Economics: the Bearing of Physical Science upon State Stewardship (1922)
- Wealth Virtual Wealth and Debt Archiviato il 24 giugno 2009 in Internet Archive. (1926)
- Money versus Man (1931)
- The Role of Money (1934)
- The Story of Atomic Energy (1949)